# Столбово (Гагарінський район)
Столбово (рос. Столбово) — присілок Гагарінського району Смоленської області Росії. Входить до складу Акатовського сільського поселення.
Населення — 137 осіб (2007 рік).